# Уис, Дейл
Дейл Ке́нтон Уи́с (англ. Dale Kenton Weise; 5 августа 1988, Виннипег, Манитоба, Канада) — канадский хоккеист, нападающий клуба НХЛ «Монреаль Канадиенс».

## Карьера
Профессиональную карьеру уроженец Виннипега Дейл Уис начал в клубе WHL «Свифт-Каррент Бронкос». В составе «Мустангов» юный форвард провёл 3 сезона, самым удачным из которых стал последний, в котором он набрал 51 (29+22) очков по системе «гол+пас». По окончании этого сезона Дэйл был задрафтован «Нью-Йорк Рейнджерс» и в том же году стал игроком системы «Рейнджеров». 3 года спустя «Нью-Йорк» выставил форварда на драфт отказов; большую часть этого времени Уис провёл в фарм-клубе, сыграв за основу всего 10 матчей. В октябре 2011 года Дейл стал игроком «Ванкувера», получив в канадском клубе стабильное место в четвёртом звене нападения.
3 февраля 2014 года «Кэнакс» обменяли Дейла Уиса в «Монреаль Канадиенс» на защитника Рафаэля Диаса. Для самого форварда это было исполнением его давней мечты: Дейл, родившийся и выросший в Виннипеге, с детства был болельщиком «Канадиенс». Концовку сезона 2013-14 Дейл Уис провёл очень ярко, особенно удачно сыграв в плей-офф: впервые в своей НХЛ-овской карьере форвард отличился в матче плей-офф, набрав в итоге 7 (3+4) очков по системе «гол+пас»; в том числе на его счету победный гол в овертайме первого матча серии с «Тампой». 18 июня 2014 года нападающий продлил соглашение с клубом, подписав 2-летний контракт на сумму 2 млн долларов
13 ноября 2014 года в матче против «Бостон Брюинз» Дейл Уис сделал хет-трик Горди Хоу; матч принципиальных соперников закончился со счётом 5:1 в пользу «Монреаля».
1 июля 2016 года в статусе свободного агента подписал контракт с командой "Филадельфия Флайерз".